# Día de la Visibilidad Lésbica
El Día de la Visibilidad Lésbica se celebra cada 26 de abril en diversas partes del mundo como una forma de exigir igualdad de derechos para las lesbianas. Existen variaciones en fechas en algunos países de América Latina.

## Orígenes y objetivos
El movimiento se originó en España en el año 2008 como parte de las actividades de los colectivos LGBT. Su objetivo es visibilizar el papel que ocupan las lesbianas en el espacio público. Este día se hace un llamado a las lesbianas que trabajan en el ámbito público a mostrarse y ser un referente social positivo que contribuya a la eliminación de prejuicios y homofobia entre la población. Aunado a ello, los colectivos LGBT exigen a los gobiernos e instituciones que promuevan la igualdad de derechos (tales como el matrimonio igualitario o la reproducción asistida) y fomenten la no discriminación.
Al igual que en España, en Ecuador, Colombia, México, Perú y Venezuela se celebra el 26 de abril.
En Argentina, esta conmemoración sucede el 7 de marzo desde 2011, y nace como bandera de lucha por la igualdad y la visibilidad de las lesbianas en todo el país en memoria de Natalia “La Pepa” Gaitán, una mujer de 27 años, quien fue asesinada por el padrastro de su novia en 2010.
En Brasil la celebración se realiza cada 29 de agosto desde 1996. Se instituyó en el marco del Primer Seminario de Lesbianas y Bisexuales en Río de Janeiro de ese año.
En Chile, se conmemora cada 9 de julio, fecha del crimen lesbofóbico de Mónica Briones.
En Paraguay se celebra el 16 de septiembre de cada año. En 1993, en esa fecha, un grupo de lesbianas en el penal Buen Pastor de Asunción lideradas por Feliciana 'Chana' Coronel reclamaron justicia e igualdad de derechos por primera vez en el país.